# Список террористических операций АСАЛА
Наиболее крупномасштабные операции ASALA периода 1970-х — 1990-х гг.:
| Дата               | Регион                        | | Другие группировки причастные к убийству           |
| ------------------ | ----------------------------- | --- | -------------------------------------------------- |
| 20 января 1975     | Ливан, Бейрут                 | |                                                    |
| 7 февраля 1975     | Ливан, Бейрут                 | |                                                    |
| 20 февраля 1975    | Ливан, Бейрут                 | |                                                    |
| 14 октября 1975    | Франция, Париж                | |                                                    |
| 22 октября 1975    | Австрия, Вена                 | | ДжСАГ                                              |
| 24 октября 1975    | Франция, Париж                | Убийство турецкого посла. | ДжСАГ                                              |
| 28 октября 1975    | Ливан, Бейрут                 | Ракетная бомбардировка Турецкого посольства в Бейруте повлекла за собой значительные разрушения. |                                                    |
| 28 декабря 1975    | Ливан, Бейрут                 | В здание турецкого посольства выпущены 2 ракеты. |                                                    |
| 1976—1979          | Турция                        | Многочисленные диверсионные нападения на объекты военного и экономического характера. |                                                    |
| 16 февраля 1976    | Ливан, Бейрут                 | Боевиком АСАЛА был убит первый секретарь Турецкого посольства в Бейруте Октар Сирит, в то время, когда он сидел в приёмной на Хамра Стрит. Боевик скрылся. |                                                    |
| 17 мая 1976        | ФРГ, Франкфурт, Эссен, Кёльн  | Темой обсуждения в турецких консульствах трёх немецких городов стали взрывы, повлёкшие за собой значительные разрушения. Несмотря на то, что ни одна группа не взяла на себя ответственность за содеянное, анонимный телефонный звонок назвал армян (АСАЛА?). |                                                    |
| 2 марта 1977       | Ливан, Бейрут                 | Вследствие мощного взрыва были выведены из строя автомобили, принадлежавшие военному атташе Турции (Нахит Каракай) и атташе Турции по административно-хозяйственным вопросам (Ильхан Озбабакан). |                                                    |
| 6 июня 1977        | Швейцария, Цюрих              | В результате мощного взрыва был разрушен магазин, принадлежавший турку Хусейну Бюльбюлю. Несмотря на то, что ни одна группа не взяла на себя ответственность за эту акцию, предполагается, что это работа армянских боевиков. |                                                    |
| 20 октября 1977    | Греция, Афины                 | Взрыв турецкого пресс-атташе в результате заложенной бомбы. |                                                    |
| 10 марта 1978      | Греция, Афины                 | 3 бомбы были заложены под машины турецких дипломатов. |                                                    |
| 2 июня 1978        | Испания, Мадрид               | Трое армянских боевиков, вооружённые автоматическим оружием, напали на машину турецкого посла (Зеки Кюнеральп), как только он покинул территорию посольства. При этом также погибли жена посла Некла Кюнеральп и посол в отставке Бешир Балс-оглу. Шофёр Антонио Торрес, испанец по национальности, получил ранения и скончался во время операции в больнице. 3 июня анонимное лицо сообщило, что ответственность за нападение берёт на себя АСАЛА. Позднее то же самое признала ДжСАГ. | ДжСАГ                                              |
| август 1978        | Турция, Анкара                | Бомбежка статуи Ататюрка. |                                                    |
| август 1978        | Турция, Стамбул               | Взрывы в общественных зданиях. |                                                    |
| 1 октября 1978     | Турция, Стамбул               | Взрыв бомбы на автобусной остановке перед Голубой Мечетью и в зале ожидания пассажирского/автомобильного парома; еще одна бомба была обнаружена до детонации на железнодорожной станции станции. |                                                    |
| 30 октября 1978    | Турция, Стамбул               | Взрыв на табачной фабрике. |                                                    |
| 12 декабря 1978    | Швейцария, Женева             | Взрыв в офисе Turkish Airlines. |                                                    |
| 17 декабря 1978    | Швейцария, Женева             | Произошёл взрыв в здании турецкой авиатранспортной компании в Женеве, что привело к значительным разрушениям. |                                                    |
| 6 мая 1979         | Турция, Стамбул               | Взрыв в передвижном офисе Turkish Airlines. |                                                    |
| 7 августа 1979     | Германия, Франкфурт           | В результате взрывов были разрушены здания турецких автотранспортных компаний во Франкфурте. Пострадал лишь пассажир в проезжающем мимо трамвае. |                                                    |
| 22 августа 1979    | Швейцария, Женева             | Бомба была подложена в машину турецкого консула в Женеве Ниази Адали. И хотя сам он не пострадал, были повреждены две другие машины и легко ранены два прохожих швейцарца. Ответственность за взрыв взяла на себя АСАЛА. |                                                    |
| 27 августа 1979    | Германия, Франкфурт           | Взрыв в офисе Turkish Airlines. |                                                    |
| 29 сентября 1979   | Турция, Стамбул               | Обнаружено 2 бомбы в зале ожидания в аэропорту Эсенбога. |                                                    |
| 4 октября 1979     | Дания, Копенгаген             | В результате взрыва бомбы (оставленной в корзине для бумаг) недалеко от турецкой авиатранспортной компании пострадали двое датчан. Взрыв также повлёк за собой значительные разрушения. |                                                    |
| 12 октября 1979    | Нидерланды, Гаага             | Ахмет Бенлер, 27-летний сын турецкого посла (Оздемира Бенлера) был убит в своей машине, когда он на перекрёстке тронулся с места. Убийство докторанта Технического Университета в Делфте произошло на глазах у 10 очевидцев. Боевик скрылся. Ответственность за нападение взяли на себя две организации — ДжСАГ и АСАЛА. |                                                    |
| 30 октября 1979    | Италия, Милан                 | В результате взрыва значительным разрушениям подверглось здание турецкой авиатранспортной компании. |                                                    |
| 8 ноября 1979      | Италия, Рим                   | В результате взрыва было сильно повреждено здание Турецкого посольства, где располагался атташе по туризму. |                                                    |
| 18 ноября 1979     | Франция, Париж                | В результате взрывов были разрушены три здания авиакомпаний в центре Парижа: - Турецкая авиатранспортная компания - «КЛМ», голландская авиатранспортная компания - «Люфтганза», немецкая авиатранспортная компания. В результате получили ранения два французских полицейских. |                                                    |
| 25 ноября 1979     | Испания, Мадрид               | Произошли взрывы перед зданиями Мадридского филиала американской авиатранспортной компании и компании «Британские авиалинии». Организация АСАЛА, взявшая на себя ответственность за эти взрывы, сообщила, что это было предупреждение папе Иоанну Павлу II о том, чтобы он отменил намеченный визит в Турцию. |                                                    |
| 17 декабря 1979    | Великобритания, Лондон        | В результате взрыва перед Лондонским филиалом турецкой авиатранспортной компании были нанесены значительные повреждения. Ответственность на себя взяла группа, именующаяся «Фронт за освобождение Армении». |                                                    |
| 22 декабря 1979    | Франция, Париж                | Атташе по туризму в турецком посольстве Елмаз Шолпан, прогуливаясь по запруженным народом Елисейским Полям, был убит боевиком. Ответственность за убийство взяли на себя несколько групп, среди них АСАЛА и ДжСАГ. |                                                    |
| 22 декабря 1979    | Нидерланды, Амстердам         | Значительные разрушения произошли вследствие взрыва перед зданием турецкой авиатранспортной компании. |                                                    |
| 23 декабря 1979    | Италия, Рим                   | Произошёл взрыв перед зданием Центра по вопросам беженцев при Всемирном совете церквей (пансион Дина) в Риме. Этот центр использовался в качестве «перевалочного» пункта для армянских беженцев из Ливана. |                                                    |
| 23 декабря 1979    | Италия, Рим                   | Произошли 3 взрыва перед зданиями римского филиала французской авиатранспортной компании и американской авиатранспортной компании Транс Уорлд Эйр Лайнс, вследствие чего множество проходящих мимо людей получили ранения. Взяв на себя ответственность за взрывы, АСАЛА заявила, что бомбы были подложены «как ответная мера на репрессивные выпады французских властей против армян, проживающих во Франции». |                                                    |
| 10 января 1980     | Иран, Тегеран                 | Произошёл взрыв перед зданием турецкой авиатранспортной компании, повлёкший за собой значительные разрушения. |                                                    |
| 14 января 1980     | Франция, Париж                | Взрыв в офисе Lufthansa Airlines. |                                                    |
| 18 февраля 1980    | Италия, Рим                   | В результате двух взрывов были повреждены здания трёх авиатранспортных компаний («Суис Эйр», «Эль Аль» и «Луфтганза»). Ответственность за взрывы взяла на себя АСАЛА. Анонимный звонок в Римское Информационное Агентство сообщил, что стали объектами для нападения по следующим причинам: - «Суис Эйр» — как предупреждение швейцарскому правительству не заключать в тюрьму невинных армян. - «Люфтганза» — дабы наказать немецкое правительство, которое содействует турецкому фашизму. - «Эль Аль» — в связи с сионизмом…". |                                                    |
| 10 марта 1980      | Италия, Рим                   | Взрыв в офисе Turkish Airlines, 2 убитых, 17 раненых. |                                                    |
| 19 мая 1980        | Франция, Марсель              | Была обнаружена и обезврежена ракета, нацеленная на турецкое консульство в Марселе. Ответственность на себя взяла АСАЛА и группа, именующая себя «Чёрным Апрелем». |                                                    |
| 31 июля 1980       | Греция, Афины                 | Атташе по вопросам управления в турецком посольстве в Афинах Галиб Озман и его семья, находясь в машине, подверглись нападению армянских боевиков. Галиб и его 14-летняя дочь Неслихан погибли. Его жена Севиль и 16-летний сын Каан получили ранения. |                                                    |
| 5 августа 1980     | Франция, Лион                 | Двое армянских боевиков ворвались в здание турецкого консульства в Лионе и потребовали у швейцара показать им местонахождение консула. Затем они открыли огонь, в результате чего двое очевидцев погибли и несколько человек получили ранения. |                                                    |
| 26 сентября 1980   | Франция, Париж                | Дважды стреляли в советника турецкого посольства по вопросам прессы в Париже Сельжука Бакалбаши, когда тот заходил к себе домой. Бакалбаши выжил, но вследствие ранений оказался парализованным. |                                                    |
| 3 октября 1980     | Швейцария, Женева             | В результате взрыва получили ранения 2 армянских боевика, которые готовили бомбу в своём гостиничном номере в Женеве. Швейцарская полиция арестовала обоих: Сюзи Махсереджяна из Каноза Парк, Калифорния и Александра Енигомшяна. Их арест стал поводом для образования нового «филиала» АСАЛА (группы, к которой они принадлежали), называемого «Организация 3 октября», которая впоследствии совершала нападения на швейцарские учреждения по всему миру. |                                                    |
| 3 октября 1980     | Италия, Милан                 | Два итальянца получили ранения в результате взрыва перед зданием турецкой авиатранспортной компании. |                                                    |
| 5 октября 1980     | Испания, Мадрид               | В результате взрыва были разрушены здания итальянской авиакомпании «Ал Италия». 12 человек получили ранения. |                                                    |
| 8 октября 1980     | Ливан, Бейрут                 | В Западном Бейруте перед швейцарскими учреждениями были произведены взрывы. Несколько дней спустя группа, именующая себя «Организация 3 октября», взяла ответственность за взрывы, что сделали и другие группы, совершающие подобные акции в швейцарских учреждениях Англии. |                                                    |
| 9 октября 1980     | Ливан, Бейрут                 | - Взрывы в офисах Swissair и Iranian Airlines. - Попытка взрыва в швейцарском посольстве. Ответственность за оба теракта взяла на себя «Организация 3 октября». |                                                    |
| 12 октября 1980    | Великобритания, Лондон        | В результате взрыва были повреждены здания турецкого бюро по туризму и информации. |                                                    |
| 12 октября 1980    | Великобритания, Лондон        | В результате взрыва был повреждён швейцарский торговый комплекс в центре Лондона. Из телефонных звонков в телеграфные агентства выяснилось, что взрыв — дело рук «Организации 3 октября». |                                                    |
| 13 октября 1980    | Франция, Париж                | В результате взрыва было повреждено здание швейцарского бюро по туризму в Париже. Ответственность на себя взяла группа под названием «Организация 3 октября». |                                                    |
| 21 октября 1980    | Швейцария, Интерлакен         | В швейцарском поезде, следовавшем из Парижа в Интерлакен, была найдена не взорвавшаяся бомба замедленного действия. Органы правопорядка полагают, что бомба была подложена «Организацией 3 октября». |                                                    |
| 4 ноября 1980      | Швейцария, Женева             | Здание швейцарского суда в Женеве было сильно повреждено в результате взрыва. Швейцарские власти объявили, что, по их мнению, бомба — это дело рук двух боевиков из АСАЛА (Сюзи Махсереджяна и Александра Енигомшяна), арестованных 3 октября 1980 года. Впоследствии ответственность за взрыв взяла на себя «Организация 3 октября». |                                                    |
| 9 ноября 1980      | Франция, Страсбург            | В результате взрыва было сильно повреждено здание Турецкого консульства в Страсбурге. Ответственность за взрыв взяла на себя АСАЛА, действующая совместно с группой, именующей себя «Турко-курдская рабочая партия». |                                                    |
| 10 ноября 1980     | Италия, Рим                   | 5 человек получили ранения в результате взрывов зданий швейцарской авиатранспортной компании в Риме и швейцарского бюро по туризму. Ответственность за взрывы сразу же взяла на себя «Организация 3 октября». Впоследствии то же самое сделали АСАЛА и «Турко-курдская рабочая группа». | Рабочая партия Курдистана                          |
| 11 ноября 1980     | Италия, Рим                   | Взрыв в офисе Turkish Airlines. |                                                    |
| 19 ноября 1980     | Италия, Рим                   | В результате взрыва были повреждены здания, в которых располагались представители бюро по туризму Турецкого посольства и турецкой авиатранспортной компании. |                                                    |
| 25 ноября 1980     | Швейцария, Женева             | В результате взрыва были нанесены повреждения зданию Объединения швейцарских банков в Женеве, при этом пострадал один человек. Ответственность за взрыв взяла на себя «Организация 3 октября». |                                                    |
| 5 декабря 1980     | Франция, Марсель              | В Марселе полицейский эксперт обезвредил бомбу, подложенную в Швейцарское консульство. Органы правопорядка полагают, что бомба была заложена «Организацией 3 октября». |                                                    |
| 11 декабря 1980    | Италия, Рим                   | Попытка покушения на турецкого дипломата. |                                                    |
| 16 декабря 1980    | Великобритания, Лондон        | Обнаружены бомбы в здании французского туристического агентства и железнодорожной компании. Ответственность за теракт взяла на себя «Организация 3 октября» |                                                    |
| 25 декабря 1980    | Швейцария, Цюрих              | В результате взрыва был выведен из строя контрольный аппарат радиолокационной установки в аэропорту Клотен (Цюрих). Вторая же бомба, заложенная на главной взлётно-посадочной полосе аэропорта, была обезврежена специальным отрядом экспертов. Ответственность взяла на себя «Организация 3 октября». |                                                    |
| 29 декабря 1980    | Испания, Мадрид               | Получил серьёзные ранения испанский репортёр, присутствовавший при расследовании причин взрыва в здании компании «Суис Эйр» в Мадриде (когда он передавал по телефону сведения в свою газету, взорвалась вторая бомба, как раз вблизи той телефонной будки, где он находился). Ответственность за два взрыва взяла на себя «Организация 3 октября». |                                                    |
| 30 декабря 1980    | Ливан, Бейрут                 | В Бейруте были взорваны здания компании «Кредит-Суис». Ответственность за взрыв взяла на себя «Организация 3 октября». |                                                    |
| 2 января 1981      | Ливан, Бейрут                 | В официальном сообщении в прессе АСАЛА выступила с угрозой «совершения нападений на швейцарских дипломатов по всему миру». Это заявление было сделано в ответ на якобы плохое отношение к «Сюзи энд Алекс», двух боевиков из АСАЛА, заключённых в тюрьму в Швейцарии. 4 января АСАЛА опубликовала заявление о том, что они собираются отложить все намеченные ими меры, которые не отвечают интересам швейцарцев, до 15 января 1981 г. |                                                    |
| 14 января 1981     | Франция, Париж                | Произошёл взрыв в машине советника по финансам Турецкого посольства в Париже Ахмеда Эрбейли. Сам Эрбейли не пострадал, но взрыв полностью вывел из строя его машину, а также были нанесены серьёзные повреждения соседним зданиям. Группа, именующая себя «Отрядом Алекса Енигомшяна», взяла ответственность за взрыв. |                                                    |
| 19 января 1981     | Ливан, Бейрут                 | Взрыв автомобиля армянского бизнесмена в попытке вымогательства. |                                                    |
| 27 января 1981     | Италия, Милан                 | В результате взрывов были повреждены здания компании «Суис Эйр» и бюро по туризму в Милане. Два проходящих мимо итальянца получили ранения. Позвонив к местным представителям средств массовой информации, «Организация 3 октября» взяла на себя ответственность за взрыв. |                                                    |
| 3 февраля 1981     | США, Лос-Анджелес, Калифорния | Специальным отрядом экспертов из Лос-Анджелеса была обезврежена бомба, подложенная под лестницы у входа в Швейцарское консульство. Анонимный телефонный звонок дал знать, что это работа «Организация 3 октября», а также пообещал, что подобные акции будут продолжаться до тех пор, пока не освободят «нашего друга» (Сюзи Махсереджяна). |                                                    |
| 5 февраля 1981     | Франция, Париж                | В результате взрывов бомб, подложенных в зданиях американской авиатранспортной компании в Париже («Грандуорлд Эйр Лайнс») и французской авиакомпании, один человек получил ранение, а также были нанесены значительные повреждения. Группа, называющая себя «Армянское Национальное Движение 3 октября», взяла на себя ответственность за взрывы. |                                                    |
| 22 февраля 1981    | США, Лос-Анджелес             | * Попытка взрыва в швейцарском консульстве, - Взрыв в ковровом магазине. |                                                    |
| 4 марта 1981       | Франция, Париж                | Двое армянских боевиков открыли огонь по Рошату Морали (атташе по вопросам труда в Турецком посольстве в Париже), Теселли Ари (ответственное лицо по делам религии в посольстве) и Илькаю Каракошу (представителю «Анадолу Банк» в Париже) в то время, когда они выходили от Морали и садились в свои машины. Первым пуля настигла Теселли Ари. Морали и Каракош попытались спастись бегством. Морали, который хотел было спрятаться в кафе, был вытолкнут на улицу хозяином и застрелен боевиками, в то время как Каракошу удалось спастись. Боевики, которых видели многие проходящие мимо люди, скрылись. Теселли Ари, которого серьёзно ранили в самом начале нападения, скончался на следующий день в парижской больнице. Группа АСАЛА «Шаан Натали» взяла на себя ответственность за убийство. |                                                    |
| 12 марта 1981      | Иран, Тегеран                 | Группа боевиков напала на турецкое посольство в Тегеране; были убиты два конвоира. Двое из боевиков были пойманы местными властями и позже казнены. |                                                    |
| 3 апреля 1981      | Дания, Копенгаген             | Атташе по вопросам труда в турецком посольстве в Копенгагене Кавит Демир, заходя поздно ночью к себе домой, был обстрелян армянским боевиком. После серий операций серьёзно раненый Демир поправился. Ответственность за нападение взяли на себя армянские боевики как из АСАЛА, так и из ДжСАГ. |                                                    |
| 9 июня 1981        | Швейцария, Женева             | Секретарь Турецкого консульства в Женеве Мехмет Саваш Эргюз, выходя из консульства, был убит боевиком. Убийца, армянин по имени Мартин Джамгочян, был арестован властями. Ответственность за нападение взяла на себя АСАЛА. Арест Джамгочяна послужил поводом для образования новой группы АСАЛА, называемой «Организация 9 июня», в активе которой впоследствии имелись несколько взрывов швейцарских учреждений как в Швейцарии, так и в других европейских странах. |                                                    |
| 19 июня 1981       | Иран, Тегеран                 | Взрыв небольшой бомбы в здании Тегеранского отделения компании «Суис Эйр» повлёк за собой лёгкие повреждения. Ответственность за взрыв взяла на себя группа из АСАЛА «Организация 9 июня». |                                                    |
| 26 июня 1981       | США, Лос-Анджелес             | Перед зданием Швейцарской корпорации банков в Лос-Анджелесе произошёл взрыв небольшой бомбы. Ответственность за это взяла на себя «Организация 9 июня». |                                                    |
| 28 июня 1981       | Иран, Тегеран                 | Взрыв в офисе Swissair. Ответственность за это взяла на себя «Организация 9 июня». |                                                    |
| 1 июля 1981        | Ирак, Багдад                  | Взрыв в офисе Swissair. Ответственность за это взяла на себя «Организация 9 июня». |                                                    |
| 19 июля 1981       | Швейцария, Берн               | Произошёл взрыв бомбы, положенной в мусорное ведро в здании Швейцарского парламента в Берне. Впоследствии анонимный звонок сообщил, что это работа «Организации 9 июня». |                                                    |
| 20 июля 1981       | Швейцария, Цюрих              | Произошёл взрыв в фотоавтомате в Международном аэропорту в Цюрихе. Ответственность взяла на себя «Организация 9 июня». |                                                    |
| 21 июля 1981       | Швейцария, Лозанна            | В результате взрыва в отделе женской одежды универмага Лозанны 20 покупательниц получили ранения. Ответственность за взрыв взяла на себя группа АСАЛА «Организация 9 июня». |                                                    |
| 22 июля 1981       | Швейцария, Женева             | * 4 человека получили ранения в результате взрыва бомбы, подложенной в автоматическую камеру хранения на вокзале в Женеве. Органы правопорядка возлагают ответственность за эту акцию на «Организацию 9 июня». - Взрыв в Корнавене. Ответственность взяла на себя «Организация 9 июня». |                                                    |
| 11 августа 1981    | Дания, Копенгаген             | В результате взрыва двух бомб было разрушено здание компании «Суис Эйр» в Копенгагене. Один американский турист ранен. Ответственность за взрыв взяла на себя «Организация 9 июня». |                                                    |
| 20 августа 1981    | США, Лос-Анджелес             | Произошёл взрыв небольшого взрывного устройства перед зданием швейцарских корпораций точных приборов в Лос-Анджелесе. Ответственность за взрыв взяла на себя группа из АСАЛА «Организация 9 июня». |                                                    |
| 20 августа 1981    | Франция, Париж                | Рано утром произошёл взрыв, приведший к повреждению здания парижского филиала компании «Ал Италия». Анонимный телефонный звонок сообщил, что ответственность за взрыв берёт на себя «Организация армянского движения 3 октября». |                                                    |
| 20 августа 1981    | США, Лос-Анджелес             | Взрыв в здании швейцарской компании часов. Ответственность за взрыв взяла на себя группа из АСАЛА «Организация 9 июня». |                                                    |
| 22 августа 1981    | Франция, Париж                | Рано утром произошёл взрыв перед зданием парижского филиала компании «Олимпик Эйр Лайнс». Анонимный телефонный звонок сообщил, что ответственность берёт на себя «Армянская Организация 3 октября». |                                                    |
| 15 сентября 1981   | Дания, Копенгаген             | Два человека получили ранения (один из них — серьёзные) в результате взрыва перед зданием турецкой авиатранспортной компании в Копенгагене. Полиции удалось обезвредить до взрыва вторую бомбу. Ответственность взяла на себя группа под названием «Шестая армянская освободительная армия». |                                                    |
| 17 сентября 1981   | Иран, Тегеран                 | В результате взрыва было повреждено здание Швейцарского посольства в Тегеране. Ответственность на себя взяла группа из АСАЛА «Организация 9 июня». |                                                    |
| 24 сентября 1981   | Франция, Париж                | Операция ВАН |                                                    |
| 3 октября 1981     | Швейцария, Женева             | В результате взрыва были разрушены здания Главпочты и Городского суда Женевы. Оказалось, что в этом суде должен был состояться судебный процесс по делу об убийстве, совершённом одним из членов АСАЛА. Ответственность за взрыв, при котором один человек получил легкие ранения, взяла на себя группа из АСАЛА «Организация 9 июня». |                                                    |
| 3 октября 1981     | Швейцария, Женева             | В результате взрыва были разрушены здания Главпочты и Городского суда Женевы. Оказалось, что в этом суде должен был состояться судебный процесс по делу об убийстве, совершённом одним из членов АСАЛА. Ответственность за взрыв, при котором один человек получил легкие ранения, взяла на себя группа из АСАЛА «Организация 9 июня». |                                                    |
| 10 октября 1981    | США, Голливуд                 | Взрыв в Палладиуме Голливуда. |                                                    |
| 25 октября 1981    | Италия, Рим                   | Армянским боевиком было совершено покушение на второго секретаря Турецкого посольства в Риме Гекберка Эргенекона. Раненный в руку Эргенекон вышел из машины и открыл ответный огонь по боевику. Боевик, будучи раненым, сумел скрыться с места происшествия. АСАЛА взяла на себя ответственность за покушение, совершённое в честь «Отряда смертников 24 сентября», то есть в честь армянских боевиков из АСАЛА, занявших Турецкое консульство в Париже. |                                                    |
| 26 октября 1981    | Франция, Париж                | Произошёл взрыв бомбы в машине, специально подложенной фешенебельным аптекарским магазином на Елисейских Полях. Ответственность за взрыв взяла на себя группа «Септембер Франс». |                                                    |
| 27 октября 1981    | Франция, Париж                | * В результате взрыва на стоянке автомобилей в парижском аэропорту «Руаси» была выведена из строя стоявшая рядом машина. Ответственность за взрыв взяла на себя группа «Септембер Франс». - Вторая бомба взорвалась в урне около переполненного людьми эскалатора в аэропорту «Руаси». Жертв в результате взрыва не было. Ответственность на себя взяла группа «Септембер Франс». |                                                    |
| 29 октября 1981    | Франция, Париж                | Взрыв в кинотеатре. Ответственность на себя взяла группа «Септембер Франс». |                                                    |
| 29 октября 1981    | Швейцария, Женева             | Попытка взрыва в швейцарском банке United Bank of Switzerland. Ответственность на себя взяла группа «9 июня». |                                                    |
| 2 ноября 1981      | Испания, Мадрид               | 4 человека получили ранения в результате взрыва перед зданием компании Swissair в Мадриде. Ответственность за взрыв, приведший к повреждению соседних зданий, взяла на себя АСАЛА. |                                                    |
| 3 ноября 1981      | Швейцария, Женева             | Взрывы во дворце правосудия и почтовом отделении. Ответственность на себя взяла группа «9 июня». |                                                    |
| 5 ноября 1981      | Франция, Париж                | На парижском вокзале «Гар де Лион» произошёл взрыв, в результате которого один человек получил ранения; были значительно повреждены камеры хранения багажа. Впоследствии ответственность за взрыв взяла армянская организация, именующая себя «Организация Орли». |                                                    |
| 12 ноября 1981     | Ливан, Бейрут                 | Одновременно взорвались бомбы перед тремя французскими учреждениями в Бейруте: - Французский культурный центр; - Здание компании «Эйр Франс»; - Дом французского консула. При этом никто не пострадал, был только нанесён значительный материальный ущерб. Ответственность на себя взяла «Организация Орли» (названная так в честь армянина, арестованного во французском аэропорту Орли по обвинению в использовании фальшивых документов) и потребовали немедленного освобождения из-под стражи обвинённого в диверсиях Монте Мелконяна, армянина американского происхождения, задержанного во Франции. |                                                    |
| 13 ноября 1981     | Франция, Париж                | В результате взрыва был поврежден полицейский автомобиль, стоявший около Эйфелевой башни в Париже. По телефону было сообщено, что ответственность за взрыв лежит на «Организации Орли» и что это было «первым предупреждением». |                                                    |
| 14 ноября 1981     | Франция, Париж                | Группа туристов, высаживавшаяся на берег после путешествия по реке Сене, была встречена шквалом гранат. Никто не пострадал. Ответственность за нападение взяла на себя «Организация Орли». |                                                    |
| 15 ноября 1981     | Ливан, Бейрут                 | Взрывы в зданиях Air France, банках Banque Libano-Francaise, Union des Assurance de Paris и Fransa Bank. Ответственность за взрыв взяла на себя «Организация Орли». |                                                    |
| 15 ноября 1981     | Франция, Париж                | * «Организация Орли», выступив в прессе, грозилась взорвать в воздухе самолёт, принадлежащий компании «Эйр Франс». - Взрыв в сети ресторанов быстрого питания McDonald’s. Ответственность за взрыв взяла на себя «Организация Орли». |                                                    |
| 16 ноября 1981     | Франция, Париж                | Два человека получили ранения в результате взрыва бомбы, подложенной в камеру хранения багажа в здании парижского вокзала «Гар де Лест», что также принесло материальный ущерб. Ответственность за взрыв взяла на себя «Организация Орли». |                                                    |
| 18 ноября 1981     | Франция, Париж                | «Организация Орли» объявила о том, что в здании парижского вокзала «Гар дю Нор» подложена бомба. Однако никаких взрывных устройств там обнаружено не было. |                                                    |
| 21 ноября 1981     | Иран, Тегеран                 | Взрыв в здании Air France и французском посольстве. Ответственность за взрыв взяла на себя «Организация Орли». |                                                    |
| 15 декабря 1981    | Великобритания, Лондон        | Взрыв в офисе Swissair и швейцарском туристическом информационном центре. Ответственность за взрыв взяла на себя «3 октября». |                                                    |
| 13 января 1982     | Канада, Торонто               | В результате взрыва было повреждено здание Турецкого консульства в Торонто. |                                                    |
| 17 января 1982     | Швейцария, Женева             | В Женеве около стоянки автомашин взорвались две бомбы. Ответственность за взрыв взяла на себя группа из АСАЛА «Организация 3 июня». |                                                    |
| 17 января 1982     | Франция, Париж                | В отделении Объединения парижских банков произошёл взрыв: второе взрывное устройство было обезврежено в отделении «Кредит Лионе». Ответственность взяла на себя «Организация Орли». |                                                    |
| 19 января 1982     | Франция, Париж                | В здании компании «Эйр Франс» во Дворце Конгресса произошёл взрыв, ответственность за который взяла на себя «Организация Орли». |                                                    |
| 21 января 1982     | Франция, Париж                | Взрыв в 16 округе Парижа. Ответственность за взрыв взяла на себя «Организация Орли». |                                                    |
| 15 и 16 марта 1982 | Швейцария, Женева             | Взорваны 2 патрульные машины. |                                                    |
| 26 марта 1982      | Ливан, Бейрут                 | В армянском квартале в результате мощного взрыва был разрушен кинотеатр (в котором часто демонстрировались турецкие фильмы); два человека убиты и более 16 получили ранения. Ответственность за взрыв взяла на себя АСАЛА. |                                                    |
| 8 апреля 1982      | Канада, Оттава                | Кани Гюнгор, торговый атташе в Турецком посольстве в Оттаве, был серьёзно ранен армянскими боевиками, напавшими на него в гараже у его апартаментов. Ответственность за нападение взяла на себя АСАЛА. | Армянский Освободительный Фронт и, возможно, ДжСАГ |
| 10 мая 1982        | Швейцария, Женева             | Произошли взрывы в двух Женевских банках. Ответственность за взрывы, нанёсшие значительный материальный ущерб, признана армянская группа, именующая себя «Организация всеобщей расплаты». |                                                    |
| 21 мая 1982        | Канада, Оттава                | Взрыв 2 автомобилей, принадлежащих армянину, у которого АСАЛА вымогала деньги. |                                                    |
| 26 мая 1982        | США, Лос-Анджелес, Калифорния | В результате взрыва было повреждено здание Швейцарской корпорации банков. Предполагается, что в этой акции были замешаны 4 армянина из Южной Калифорнии (Виген Чархутян, Грач Козибукян, Странич Козибукян и Грант Ширинян): все четверо были обвинены в том, что являлись членами АСАЛА. |                                                    |
| 30 мая 1982        | США, Лос-Анджелес, Калифорния | Трое армян американского происхождения, члены АСАЛА, были арестованы в связи с выдвинутыми против них обвинением о том, что ими было подложено взрывное устройство перед зданием грузового отделения компании «Эйр Канада» в международном аэропорту Лос-Анджелеса. Бомба была обезврежена членами специального отряда отделения полиция Лос-Анджелеса. |                                                    |
| 21 июля 1982       | Франция, Париж                | 16 человек получили ранения в результате взрыва около переполненного народом парижского кафе на площади Сент-Севрин. Ответственность за взрыв взяла на себя «Организация Орли», которая заявила, что это была расплата за то, что французские власти не сдержали своего «обещания предоставить политическое убежище четырём боевикам, захватившим 24 сентября 1981 года турецкое консульство». |                                                    |
| 26 июля 1982       | Франция, Париж                | Две женщины получили ранения в результате взрыва в парижском «Паб Сент-Жермен». Ответственность взяла на себя «Организация Орли». |                                                    |
| 2 августа 1982     | Франция, Париж                | Пьер Гулумян, боевик АСАЛА, погиб в своей парижской квартире (при взрыве бомбы, которую сам же готовил). |                                                    |
| 7 августа 1982     | Турция, Анкара                | Подвергся нападению Анкарский аэропорт «Эсенбога», в котором двое армянских боевиков, вооружённые пистолетом и гранатами, открыли огонь в зале ожидания, где находился отряд турецких военнослужащих. В ресторане аэропорта один из боевиков захватил более 20 заложников, а другой тем временем был схвачен полицией. В ходе перестрелки с боевиком, захватившим заложников, были убиты 9 человек (среди них один американец и гражданин ФРГ). 82 человека получили ранения. Ответственность за нападение взяла на себя АСАЛА. Боевик Зохраб Саркисян погиб. Задержанный боевик Левон Экмекджян впоследствии был привлечён к судебной ответственности, признан виновным и повешен турецкими властями. Ему посвящено стихотворение Сильвы Капутикян «Дождь идёт, сынок!». |                                                    |
| 8 августа 1982     | Франция, Париж                | Французским специальным отрядом была обезврежена бомба, найденная около телефонного центра в Парижском «семнадцатом районе». Ответственность взяла на себя «Организация Орли». |                                                    |
| 9 сентября 1982    | Болгария, Бургас              | Бора Суелкан, атташе по административно-хозяйственным вопросам в турецком консульстве в Бургасе, был убит армянским боевиком перед собственным домом. Убийца скрылся, при этом оставив после себя лист бумаги, на котором были написаны следующие слова: «Турецкого дипломата убили мы: комбат части правосудия против геноцида армянского народа». Анонимный телефонный звонок в информационное агентство Ассошиэйтед Пресс в Лондоне сообщил о том, что убийство было совершено АСАЛА. |                                                    |
| 22 января 1983     | Франция, Париж                | Французская полиция обнаружила 1 кг взрывчатого вещества у кассы турецких авиалиний в аэропорту Орли в Париже. | «Чабин Караиссазоп»                                |
| 22 января 1983     | Франция, Париж                | Двое армянских боевиков забросали ручными гранатами отделение турецких авиалиний в Париже. В результате взрывов никто не пострадал, а один из боевиков был арестован. АСАЛА взяла ответственность за эту акцию на себя. | Суицидальная группа Арникваарабян Минас Симонян    |
| 28 февраля 1983    | Франция, Париж                | Бомба, взорванная в отделении турецкой фирмы «Мармора Травел Эйдженси» в Париже, убила Роне Морина — французского секретаря, а также ранила девять других французов. В результате взрыва серьёзно пострадало здание. Через несколько минут после взрыва АСАЛА взяла ответственность за акцию на себя. |                                                    |
| 31 марта 1983      | Германия, Франкфурт           | В германском отделении турецкой газеты «Терджуман» во Франкфурте раздался анонимный звонок от АСАЛА. Звонивший угрожал устроить взрыв, если не будут прекращены публикации против «Армянского вопроса». |                                                    |
| 24 мая 1983        | Бельгия, Брюссель             | Были осуществлены взрывы перед культурно-информационными центрами Турецкого посольства, а также турецкого бюро путешествий («Мармара») в Брюсселе. Директор агентств путешествий, итальянец по национальности, был ранен в результате взрыва. |                                                    |
| 16 июня 1983       | Турция, Стамбул               | Операция «Акоп Акопян»: Армянский боевик Мкртич Мадарян предпринял акцию на всемирно известном «крытом стамбульском рынке». Он был вооружён ручными гранатами и автоматическим оружием. В результате этой акции погибли: несколько турок и сам Мадарян, 21 человек был ранен. |                                                    |
| 8 июля 1983        | Франция, Париж                | Армянские боевики атаковали здание Британского посольства (Официальное Британское культурное представительство), выразив протест по поводу суда над боевиками АСАЛА в Лондоне. |                                                    |
| 14 июля 1983       | Бельгия, Брюссель             | Атташе при посольстве Турции в Брюсселе Дурсун Аксой был застрелен в своей машине. Три группы — АСАЛА, ДжСАГ и доселе неизвестная организация «Армянская Революционная Армия», взяли на себя ответственность за это убийство. | ДжСАГ, Армянская революционная армия               |
| 15 июля 1983       | Франция, Париж                | У кассы турецких авиалиний в Париже в аэропорту Орли в результате взрыва погибли 8 человек. Среди них четыре француза, два турка, один американец, один швед. Кроме того, 60 человек получили ранения. Двадцатидевятилетний сирийский армянин по имени Варужан Карапетян, который является главой французского отделения АСАЛА, под давлением признал своё участие в организации взрыва, а также то, что бомба должна была быть взорвана на борту самолёта. |                                                    |
| 15 июля 1983       | Великобритания, Лондон        | Бомба, такая же, как и та, что была взорвана в Орли, обнаружена и обезврежена до взрыва. |                                                    |
| 18 июля 1983       | Франция, Лион                 | Поступила угроза от АСАЛА, в которой они предупреждали об организации взрыва на Лионской железной дороге. |                                                    |
| 20 июля 1983       | Франция, Лион                 | Поступила угроза от армянских боевиков взорвать станцию Пераш на Лионской железной дороге, что вызвало поспешную эвакуацию. |                                                    |
| 22 июля 1983       | Иран, Тегеран                 | Были произведены два взрыва во французском посольстве и в представительстве «Air France» в Тегеране. АСАЛА заявила, что за акцию ответственна «Организация Орли». |                                                    |
| 25 июля 1983       | Иран, Тегеран                 | Взрыв в здании французской торговой миссии. Ответственность за этот взрыв взяла на себя «Организация Орли». |                                                    |
| 28 июля 1983       | Франция, Лион                 | В очередной раз поступила угроза о том, что на вокзале Перраш Лионской железной дороги заложено взрывное устройство. Это привело к эвакуации населения. Звонивший указал, что за акцию ответственна АСАЛА. После длительного обыска не удалось найти какого-либо взрывного устройства. |                                                    |
| 29 июля 1983       | Иран, Тегеран                 | Поступила угроза взорвать посольство Франции в Тегеране ракетной атакой. Тегеранским властям пришлось усилить охрану. Угроза поступила от «Организации Орли», которая требует освобождения 21 армянского заключённого во Франции. |                                                    |
| 31 июля 1983       | Франция, Лион и Рейн          | Угроза о взрыве бомбы, поступившая от армянских боевиков, заставила власти в срочном порядке приземлить два самолёта, выполнявших рейс по внутренним авиалиниям с 424 пассажирами на борту. Самолёты приземлились в Лионе и Рейне. При обыске самолётов взрывных устройств обнаружено не было. |                                                    |
| 31 июля 1983       | Иран, Тегеран                 | Попытка взрыва зданий египетских представительств. Ответственность взяла на себя «Организация Орли». |                                                    |
| 7 августа 1983     | Иран, Тегеран                 | 2 взрыва в зданиях египетских представительств. Ответственность за взрывы взяла на себя «Организация Орли». |                                                    |
| 10 августа 1983    | Иран, Тегеран                 | Начинённая взрывчаткой машина была взорвана у французского посольства в Тегеране. |                                                    |
| 17 августа 1983    | Иран, Тегеран                 | Представитель «Air France» в Тегеране был обстрелян в своём автомобиле из автоматического оружия. |                                                    |
| 27 августа 1983    | Германия                      | Отделения французского консульства сильно пострадали в результате взрыва бомбы. Взрывной волной были убиты два человека и двадцать три были ранены. |                                                    |
| 9 сентября 1983    | Иран, Тегеран                 | В Тегеране были взорваны две посольские машины. В результате этой акции пострадали два сотрудника посольства. |                                                    |
| 1 октября 1983     | Франция, Марсель              | В результате взрыва бомбы взрывной волной были повреждены павильоны СССР, США и Алжира на Международной торговой ярмарке. В результате погиб один человек и были ранены двадцать шесть. «Организация Орли» взяла ответственность на себя. |                                                    |
| 6 октября 1983     | Иран, Тегеран                 | Автомобиль французского посольства был взорван в Тегеране. Два пассажира получили ранения в результате взрыва. «Организация Орли» взяла на себя ответственность за эту акцию. |                                                    |
| 29 октября 1983    | Ливан, Бейрут                 | К французскому посольству в Бейруте подъехал автомобиль, из него вышел человек и бросил ручную гранату на лестничную площадку у входа посольства. Боевик был задержан представителями служб безопасности, но его соучастникам удалось бежать. |                                                    |
| 8 февраля 1984     | Франция, Париж                | Поступило предупреждение от боевика, в котором говорится, что взрывное устройство заложено в самолёте «Эйр Франс», вылетающем в 13 часов в Нью-Йорк. Полёт были вынуждены задержать на полтора часа. Тщательный обыск не выявил взрывного устройства. |                                                    |
| 28 марта 1984      | Иран, Тегеран                 | Была предпринята серия запланированных покушений на дипломатов Турции в иранской столице Тегеране. Имели место следующие инциденты: - Хасан Сервет Октем, первый секретарь посла Турции, был легко ранен в результате предпринятой боевиками попытки покушения, когда он выходил из своего дома; - Двое армянских боевиков обстреляли и тяжело ранили Исмаили Памукчу. Старший сержант был доставлен в отделение турецкого военного атташе в Тегеране. - Ибрагим Оздемир — административный атташе посольства Турции — сообщил иранскому полицейскому о двух лицах подозрительной наружности, стоящих напротив его дома. Они были задержаны иранскими властями; - В два часа дня иранской полицией были задержаны трое армянских боевиков, находившихся перед представительством Турецкого посольства; - Армянский боевик погиб в результате преждевременного взрыва бомбы, которую он пытался вмонтировать в автомобиль помощника советника по финансовым вопросам при Турецком посольстве. Советник Ишил Унель не пострадал. Погибший боевик был опознан как армянин по имени Сурен Григорян. |                                                    |
| 29 марта 1984      | США, Лос-Анджелес, Калифорния | В турецкое консульство в Лос-Анджелесе было доставлено письмо, содержащее угрозу расправы над турецкими спортсменами в случае их участия в Лос-анджелесской Олимпиаде. Угроза подписана АСАЛА. |                                                    |
| 8 апреля 1984      | Ливан, Бейрут                 | В Бейруте АСАЛА выпустила коммюнике, в котором предупреждает все международные авиалинии, имеющие рейсы в Турцию о том, что они будут расцениваться как военные мишени. |                                                    |
| 26 апреля 1984     | Турция, Анкара                | Было объявлено, что премьер-министр Турции Тургут Озал получил письмо с угрозой. В письме его предупреждают о том, что если он не откажется от запланированного визита в Тегеран, АСАЛА предпримет ряд акций против его страны. |                                                    |
| 28 апреля 1984     | Иран, Тегеран                 | Двое армянских боевиков на мотоцикле открыли огонь по машине, за рулём которой был Ишик Йондер, который вёз свою жену Садийе Йондер в посольство, где она работала секретарём. В результате этого покушения погиб Ишик Йондер. |                                                    |
| 25 июня 1984       | США                           | Агентство новостей в Париже получило письмо, подписанное АСАЛА, в котором она угрожает налётами на все правительственные организации и компании, которые каким-либо образом будут способствовать участию Турции в Олимпийских играх в Лос-Анджелесе. |                                                    |
| 13 августа 1984    | Франция, Лион                 | На Лионском железнодорожном вокзале был произведён взрыв, причинивший незначительный ущерб. |                                                    |
| Сентябрь 1984      | Иран, Тегеран                 | Несколько турецких компаний в Иране получили ряд писем-угроз, в которых их предупреждали, что они являются мишенью. Первая такая акция была предпринята против крупнейшей турецкой строительной компании «Сезай-Туркиш-Февзи Аккая Компани». В отделение этой компании был брошен взрывной заряд. Турецкий работник пострадал в ходе борьбы с огнём, вызванным взрывной волной. |                                                    |
| 25 декабря 1984    | Ливан, Бейрут                 | Два французских здания в восточном Бейруте были подорваны. АСАЛА взяла ответственность за эту акцию на себя. |                                                    |
| 29 декабря 1984    | Франция, Париж                | После поступления от АСАЛА угрозы о взрыве самолёта «Эйр Франс» полиция усилила охрану аэропорта «Шарль де Голль» в Париже. |                                                    |
| 3 января 1985      | Ливан, Бейрут                 | Отделения агентства Франс-Пресс в Западном Бейруте были серьёзно повреждены в результате взрыва. |                                                    |
| 3 января 1985      | Ливан, Бейрут                 | Отряд военных сапёров обнаружил и обезвредил 6 фунтов взрывчатки, зарытой у входа во «Франко-Ливанский банк» в районе Рамлет ал-Байда Западного Бейрута. |                                                    |
| 3 марта 1985       | Франция, Париж                | Анонимный звонок, принадлежащий представителю АСАЛА, угрожает преследованием французских интересов по всему миру. Звонок, раздавшийся в агентстве Франс-Пресс, адресован французским властям в связи с вынесением приговора трём боевикам, участвовавшим в акциях в Орли. |                                                    |
| 26 марта 1985      | Канада, Торонто               | Угроза взорвать систему перевозок в Торонто поступила от армянской организации. Это привело к массовому усилению мер безопасности в Торонто. Движение транспорта в часы пик застопоривалось во время обследования полицией метро в поисках взрывного устройства. Ответственность за эту угрозу лежит на организации, именующей себя «Армянская Секретная Армия за Освобождение Родины». |                                                    |
| 17 марта 1986      | Франция, Лион                 | В экспрессе Лион-Париж была взорвана бомба. КСАМЕПП и АСАЛА взяли ответственность за эту акцию на себя. |                                                    |
| 9 октября 1986     | Ливан, Бейрут                 | АСАЛА доставила в западное агентство новостей в Бейруте написанное от руки заявление, предупреждающее об ужесточении мер, направленных против Франции в случае, если Варужан Карапетян и два других армянских боевика не будут освобождены. |                                                    |
| 15 октября 1986    | Ливан, Бейрут                 | Трое из боевиков АСАЛА во главе с представителем организации Миграном Миграняном встретились с французским журналистом в столице Ливана, где они повторили свою угрозу, что продолжат акции против Франции в случае, если их заключённые товарищи не будут освобождены. Они заявили о переговорах с французскими властями, и их представитель Мигран Мигранян указал: «Мы ждём исполнения французскими властями своего обещания (освободить Карапетяна). Иначе мы продолжим наши акции, которые, мы смеем вас уверить, будут ещё более жестокими. АСАЛА уже объявила французских представителей в мире военными врагами. Мы бросаем вызов Шираку и обещаем Миттерану катастрофу, в случае невыполнения данного им обещания, что политические заключённые будут освобождены». |                                                    |
| 20 января 1987     | Греция, Афины                 | По случаю своей двенадцатой годовщины АСАЛА адресовала из своего штаба в Афинах обращение к армянам. Послание, исходящее, по-видимому, от политического руководства АСАЛА, расположенного в Афинах «Современного Армянского движения», называет имена врагов армянского народа в лице «Турецкого фашистского государства и поддерживающих его сил международного империализма и сионизма…». Послание АСАЛА получило широкое распространение в греческой прессе, включая проправительственную англоязычную ежедневную газету «Афин Ньюс», которая публикует отрывки из коммюнике АСАЛА. |                                                    |
| 11 февраля 1987    | Ливан, Бейрут                 | Коммюнике, выпущенное в столице Ливана, подтверждает ответственность АСАЛА за взрывы в Париже в 1986 году. В отпечатанном заявлении, доставленном в адрес Западного информационного агентства, армянская организация заявила: Франция должна предпринимать шаги и необходимые процедуры для освобождения армянских и арабских патриотов. Прекращение огня, как период затишья между нами и французским правительством, должно заверить общественное мнение в нашем уважении к интересам безопасности Франции и её народа. Возобновление волны взрывов на улицах Франции, на французских заводах, авиалиниях, морских объектах будут расцениваться как саботаж. Далее АСАЛА принимает на себя ответственность за взрывы в Париже в 1986 году и ещё раз повторяет своё требование об освобождении Варужана Карапетяна. |                                                    |
| октябрь 1987       | Ливан                         | Нападение на посольство Франции в Ливане. |                                                    |